# ميشيل أنتونيللي
ميشيل أنتونيللي (بالإيطالية: Michele Antonelli)‏ هو منافس ألعاب قوى إيطالي، ولد في 23 مايو 1994 في ماشيراتا في إيطاليا.

## وصلات خارجية
- ميشيل أنتونيللي على موقع الاتحاد الدولي لألعاب القوى (الإنجليزية)
- ميشيل أنتونيللي على موقع الاتحاد الإيطالي لألعاب القوى (الإيطالية)
- ميشيل أنتونيللي على موقع أوليمبيديا (الإنجليزية)